# 唐进 (植物学家)
唐进（1897年—1984年），原名瑶，字英如，男，江苏吴江人，中国植物分类学家，曾任中国科学院植物研究所研究员。